# オールニッポンヘリコプター
オールニッポンヘリコプター株式会社（英: ALL NIPPON HELICOPTER CO., LTD.）は、ヘリコプターを運航する名鉄グループの航空会社。日本放送協会（NHK）が使用する取材用ヘリコプターの所有・運航及び維持管理のみを行っている。

## 会社概要
1986年（昭和61年）2月、大手航空会社の全日本空輸（ANA）からヘリコプター部門を譲渡され、中日本航空、東邦航空からの資本参加を得て発足した。本社は東京都江東区新木場の東京ヘリポート内。東京ほか11の基地を持つ。
2011年（平成23年）3月まではANAの持分法適用会社であったが、同社の出資比率が低下したため、持分法適用対象会社からは外れている。現在は大手私鉄の名古屋鉄道（名鉄）、中日本航空、東邦航空等が主要株主となっている。
もともと「日本ヘリコプター輸送」として設立されたANAの祖業を継承している会社であり、以前は各種チャーターによる運航事業を行っていたが、現在はNHKが使用する取材用ヘリコプターの所有・運航及び維持管理を専業で行っている。機体に表記されている"ANH"のロゴも"ANA"のそれに機体デザイン面含めて類似している（画像参照）。

## 沿革
- 1986年（昭和61年）
  - 2月 - オールニッポンヘリコプター株式会社設立。
  - 4月 - 東京・大阪・福岡・札幌・仙台・名古屋・広島（7基地8機。うち東京2機）で営業開始。
- 1991年（平成3年）
  - 6月 - 東京ヘリポートに本社格納庫が完成。
  - 8月 - 沖縄基地を開設。
  - 12月 - AS365型機を導入。
- 1993年（平成5年）3月 - 全保有機を双発化。
- 1996年（平成8年）7月 - ハイビジョン初号機が就航。
- 2003年（平成15年）
  - 7月 - EC135型機を導入。
  - 10月 - 静岡基地を開設。
- 2005年（平成17年）
  - 9月 - 新潟基地を開設。
  - 12月 - 鹿児島基地を開設。
- 2009年（平成21年）10月 - AW139型機を導入。
- 2010年（平成22年）3月 - 高松基地を開設。
- 2011年（平成23年）5月 - 東日本大震災による津波で被災した仙台基地を一時閉鎖。花巻空港に移転。
- 2012年（平成24年）10月 - 群馬拠点を開設。
- 2014年（平成26年）3月 - 12基地 15機／予備機2機体制とする。
- 2017年（平成29年）9月 - 仙台基地が再開。
- 2018年（平成30年）3月 - スーパーハイビジョン4K 初号機就航
- 2020年（令和2年）
  - 3月 - スーパーハイビジョン8K初号機が就航。福岡基地が福岡市東区奈多地区に移転。
  - 4月 - 高松基地を拠点化。
  - 10月 - 鹿児島基地を拠点化。
- 2022年（令和4年）8月 - H160型機（JA01NH）運航開始。

## 使用航空機

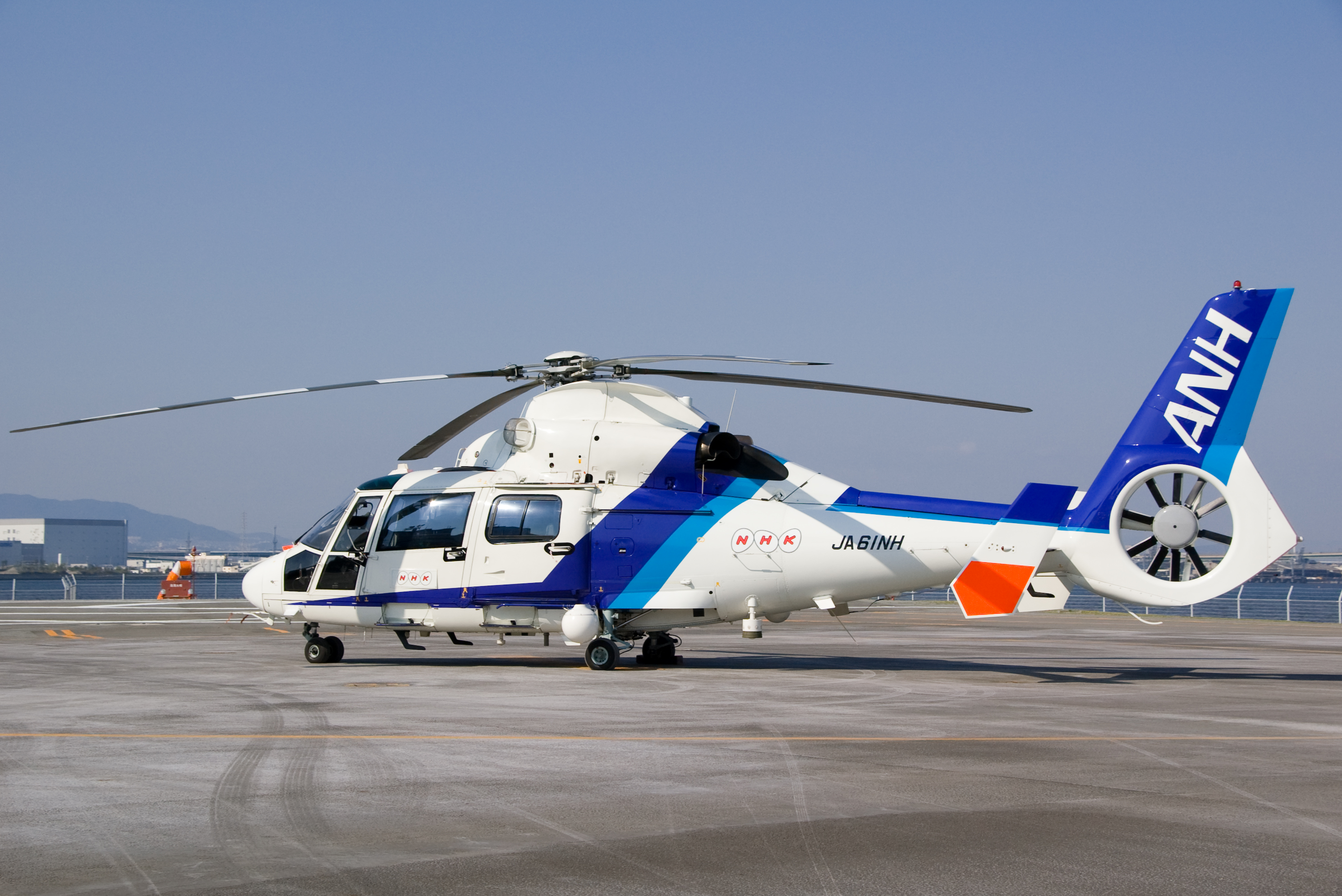
大阪ベースのAS365N2 (JA61NH)

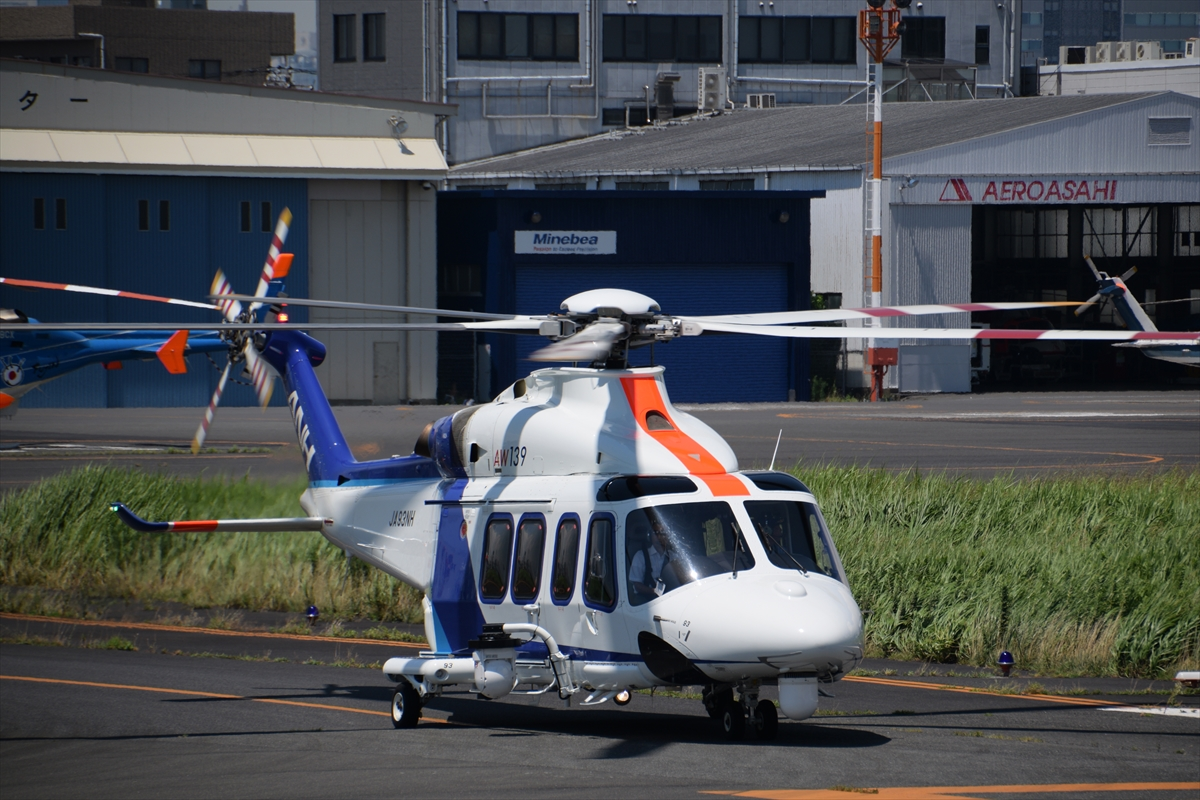
AW139

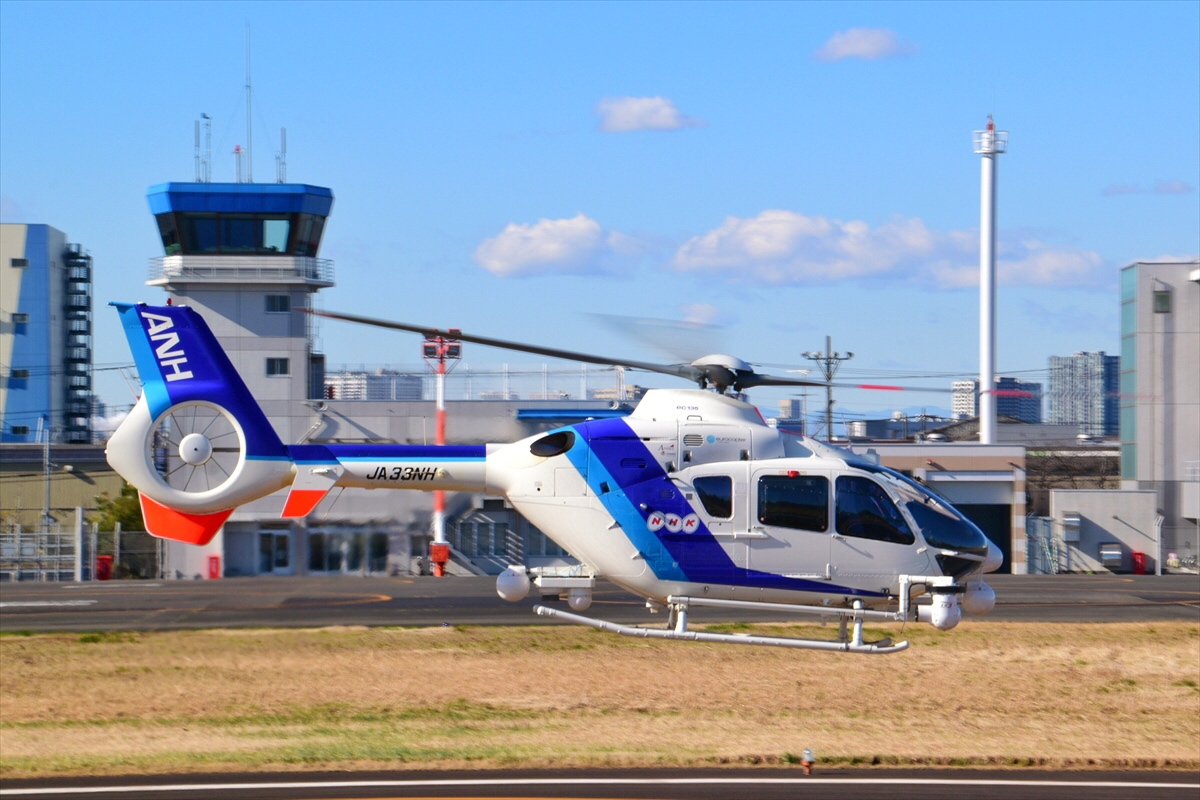
EC135

- AW139（中型双発機）- JA91NH、JA92NH、JA93NH、JA94NH
- H160 - JA01NH
- EC135T2（小型双発機）- JA32NH、JA34NH、JA35NH、JA36NH、JA37NH
- AS365N2、N3（中型双発機）- JA63NH、JA64NH、JA65NH、JA66NH、JA67NH

## 事業拠点
- 札幌基地（丘珠空港）
- 仙台基地（仙台空港）
- 東京基地（東京ヘリポート）
- 新潟基地（新潟空港）
- 静岡基地（静岡ヘリポート）
- 名古屋基地（県営名古屋空港）
- 大阪基地（大阪国際空港）
- 広島基地（広島ヘリポート）
- 福岡基地（奈多ヘリポート）
- 沖縄基地（那覇空港）
- 群馬拠点（群馬ヘリポート）
- 高松拠点（高松空港）
- 鹿児島拠点（鹿児島空港）

## 事故
- 2007年12月9日 - 整備のため東京から大阪に向かっていた同社のEC135T2型機が、途中給油のため着陸する予定の静岡ヘリポートの南にある池に墜落。機長が収容先の病院で死亡、整備士が意識不明の重体。墜落直前にヘリの不良を訴え、緊急着陸する直前だった[3]。
- 2023年3月2日 - 取材のため広島へリポートを離陸した同社のユーロコプター式EC135T2型機が、給油のため立ち寄ろうとした岡山空港で着陸に失敗し機体の一部が地面に接触した。同機には、機長と整備士、NHKのカメラマンの3人が搭乗しており、このうちカメラマンが左手にケガを負った。国土交通省運輸安全委員会は、航空事故と認定し、調査を進めている[4][5][6]。